# Nazionale maschile di calcio della Romania
La nazionale di calcio della Romania (in romeno Echipa națională de fotbal a României) è la rappresentativa calcistica della Romania ed è posta sotto l'egida della Federația Română de Fotbal.
Insieme con Brasile, Francia e Belgio, è una delle quattro nazionali che hanno preso parte a tutte e tre le edizioni del campionato del mondo (allora Coppa Rimet) disputate prima della seconda guerra mondiale, nel 1930, 1934 e 1938.
Si è qualificata per sette fasi finali del campionato del mondo (1930, 1934, 1938, 1970, 1990, 1994 e 1998), competizione in cui il miglior risultato sono i quarti di finale raggiunti a Stati Uniti 1994, dove la nazionale rumena fu eliminata dalla Svezia ai tiri di rigore, dopo aver estromesso dal torneo l'Argentina vice-campione del mondo in carica agli ottavi. Proprio a metà degli anni 1990 la Romania visse il periodo di maggiore splendore, guidata dal talento di Gheorghe Hagi. Al campionato d'Europa, alle cui fasi finali le partecipazioni sono sei (1984, 1996, 2000, 2008, 2016, 2024), la migliore prestazione della Romania risale al 2000, quando la nazionale raggiunse i quarti di finale e fu eliminata dall'Italia dopo aver ottenuto la qualificazione in un complicato girone con Germania, Portogallo e Inghilterra. Aveva già raggiunto gli ottavi di finale della Coppa d'Europa nel 1960 e nel 1972.
Nella classifica mondiale FIFA, in vigore dall'agosto 1993, la Romania vanta quale miglior piazzamento il 3º posto, occupato nel settembre 1997, mentre il peggior piazzamento è il 57º posto del febbraio 2011 e del settembre 2012. Attualmente occupa il 38º posto della graduatoria.

## Storia

### Esordi
La Federația Română de Fotbal fu costituita a Bucarest nell'ottobre 1909.
La nazionale rumena, allenata da Teofil Moraru, esordì l'8 giugno 1922 a Belgrado vincendo per 2-1 contro il Regno dei Serbi, Croati e Sloveni. Dopo vari avvicendamenti, nell'agosto 1924 Moraru fu richiamato a ricoprire il ruolo di commissario tecnico, che mantenne fino al 1928.

### Anni 1930
Sotto la guida di Costel Rădulescu la Romania ottenne buoni risultati negli anni 1930, prendendo parte alle prime tre edizioni della Coppa del mondo, tripla partecipazione che fu appannaggio solo di Romania, Brasile, Belgio e Francia.
Nella prima edizione della coppa del mondo, nel 1930, sconfisse per 3-1 il Perù, prima di essere battuta per 4-0 ed eliminata dai padroni di casa dell'Uruguay, futuri vincitori del torneo.
Battendo per 2-1 la Jugoslavia, la Romania si qualificò per il mondiale 1934 in Italia. Il formato del torneo prevedeva subito gli ottavi di finale e all'esordio la Romania fu battuta dalla Cecoslovacchia (2-1) a Trieste ed estromessa dalla competizione. Qualificatasi d'ufficio per il mondiale 1938 a causa del ritiro dell'Egitto, che avrebbe dovuto sfidarla in un play-off, anche in Francia la Romania fu eliminata agli ottavi di finale. Fu fatale la ripetizione della partita contro Cuba, che il 9 giugno vinse per 2-1 a Tolosa dopo il pareggio (3-3) del 5 giugno.

### Dal 1940 al 1970

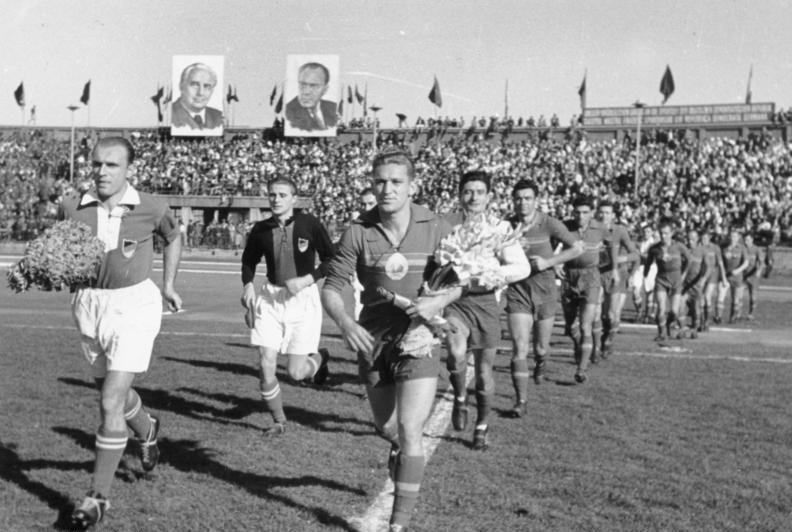
Romania- 3-1, 1º ottobre 1952

A Euro 1960, prima edizione del campionato europeo, la Romania eliminò la Turchia (3-0 in casa e 2-0 in trasferta) e ai quarti di finale fu eliminata dalla Cecoslovacchia (0-2 in casa e 0-3 in trasferta).
Non si qualificò né per il campionato d'Europa 1964, eliminata dalla Spagna al primo turno (sconfitta per 6-0 in trasferta e vittoria per 3-1 in casa), né per il campionato d'Europa 1968 (con un bilancio di 3 vittorie e 3 sconfitte arrivò seconda nel girone di qualificazione dietro all'Italia poi vincitrice del torneo).

### Anni 1970
La Romania tornò sulla scena internazionale a Messico 1970, qualificandosi come prima nel suo girone con Grecia, Svizzera e Portogallo con 3 vittorie, 2 pareggi e una sconfitta. La nazionale allenata da Angelo Niculescu fu poi inserita nel girone più difficile della fase finale, quello di Inghilterra (campione del mondo in carica), Brasile e Cecoslovacchia. A Guadalajara perse per 1-0 contro l'Inghilterra, poi vinse in rimonta per 2-1 sui cecoslovacchi e fu costretta a battere i brasiliani per avere un posto nei quarti di finale. Vinse il Brasile per 3-2 e la Romania fu eliminata.
Al campionato d'Europa 1972 il cammino della Romania si arrestò ai quarti di finale.
Il 26 settembre 1973, sotto la guida del nuovo CT Valentin Stănescu, la Romania perse per 2-0 a Lipsia contro la Germania Est, che nel turno successivo, battendo per 4-1 l'Albania in trasferta, si qualificò per il campionato del mondo 1974 a spese proprio dei rumeni, che batterono inutilmente la Finlandia per 9-0 a Bucarest il 1º ottobre 1973 (fu la più larga vittoria della storia della nazionale rumena).
La Romania fallì poi l'accesso alla fase finale del campionato d'Europa 1976. Pur rimanendo imbattuta, fu penalizzata dai tanti pareggi (5 su 6 gare disputate) e lasciò il primo posto nel girone e la qualificazione alla Spagna.
Fu ancora una volta la Spagna a sbarrare la strada ai rumeni nel cammino verso il campionato del mondo 1978. Nel girone di qualificazione la Romania raccolse 2 vittorie e 2 sconfitte in quattro gare, precedendo in classifica la Jugoslavia, ma chiudendo alle spalle degli spagnoli.

### Anni 1980
Non qualificatasi né per il campionato d'Europa 1980 né per il campionato del mondo 1982, la nazionale rumena esordì agli europei nel 1984, con un'immediata eliminazione. La squadra allenata da Mircea Lucescu pareggiò contro la Spagna (1-1), ma poi perse contro Germania Ovest (2-1) e Portogallo (1-0) e fu eliminata. Mancò poi l'accesso al campionato del mondo 1986 e al campionato d'Europa 1988.

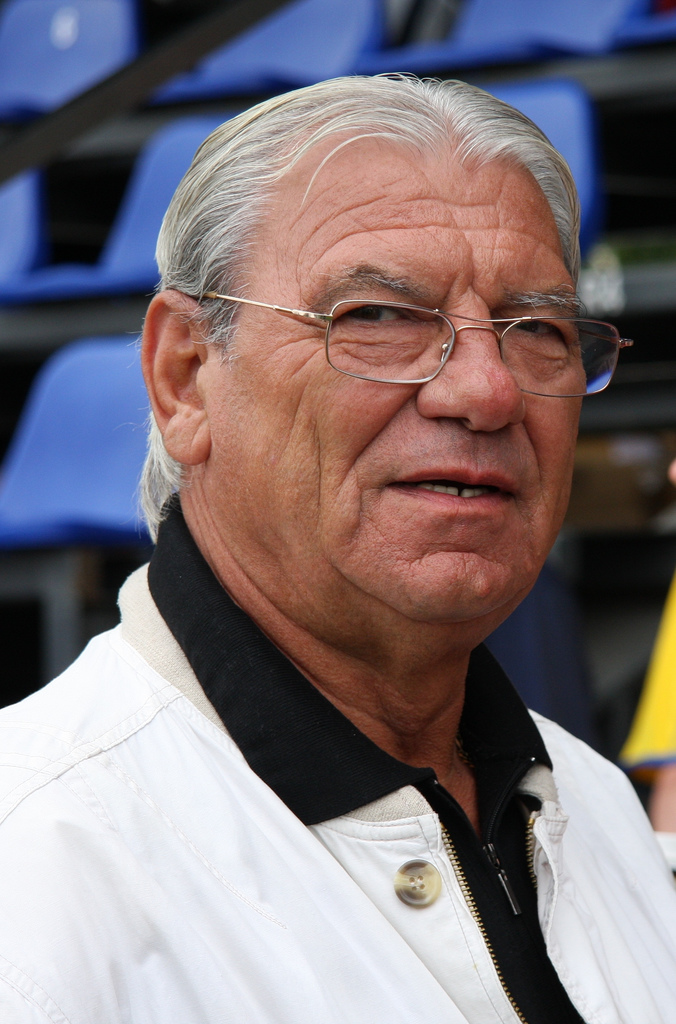
Emerich Jenei, alla guida della nazionale rumena dal 1986 al 1990 e nel 2000

Il miglior periodo nella storia della nazionale rumena fu quello a cavallo tra gli anni ottanta e novanta, con la presenza di colonne della Steaua Bucarest: il portiere Silviu Lung, il libero Miodrag Belodedici e il trequartista Gheorghe Hagi.

### Anni 1990
Al mondiale di Italia 1990 la formazione del CT Emerich Jenei giocò un buon calcio e fu in grado di superare il primo turno, pur essendo inserita in un girone difficile (con l'Argentina campione in carica, il Camerun e l'Unione Sovietica). Fu eliminata agli ottavi di finale dall'Irlanda dopo i tiri di rigore (0-0 al termine dei tempi regolamentari).
La Romania non si qualificò per il campionato d'Europa 1992 per un punto: nel girone ottenne gli stessi punti della Svizzera, 10, uno in meno della Scozia prima.
Ottenuta la qualificazione a Stati Uniti 1994 grazie a tre vittorie nelle ultime tre partite del girone di qualificazione sotto la guida del nuovo CT Anghel Iordănescu, la Romania si presentò negli Stati Uniti con una squadra ricca di ottimi giocatori, nel pieno della propria maturazione. Stelle di primo piano come Gheorghe Hagi (3 gol), Florin Răducioiu (4 gol) e Ilie Dumitrescu (2 gol) furono decisive per il passaggio del turno, che non fu privo di patemi. La Romania batté all'esordio la quotata Colombia per 3-1, ma poi perse clamorosamente contro la Svizzera (4-1). Nell'ultima partita della prima fase ebbe la meglio sugli Stati Uniti padroni di casa (1-0) e vinse il girone. I rumeni superarono poi gli ottavi di finale battendo la forte Argentina (finalista quattro anni prima) per 3-2 (un gol di Hagi e due di Dumitrescu) dopo aver dominato l'incontro. Raggiunti i quarti di finale, furono sconfitti nuovamente ai rigori, questa volta dalla Svezia (2-2 dopo i tempi supplementari).
Qualificatasi anche per il campionato d'Europa 1996, in Inghilterra la Romania uscì al primo turno, dopo tre sconfitte in tre partite contro Francia (1-0), Bulgaria (1-0) e Spagna (2-1).
Ai mondiali di Francia 1998 la Romania era considerata da molti esperti la possibile outsider. Ciononostante sulle possibilità della squadra aleggiava ancora scetticismo per via delle opache prestazioni agli europei di due anni prima. Dopo la vittoria sulla Colombia (1-0, partita in cui la squadra fece parlare di sé perché tutti i calciatori si verniciarono i capelli di giallo, eccetto il portiere Bogdan Stelea, calvo) i romeni si confermarono una delle squadre più temibili del torneo grazie al successo per 2-1 contro l'Inghilterra (tra le favorite per la vittoria finale). Nella terza e ultima gara del girone pareggiarono per 1-1 contro la Tunisia, vincendo il girone e qualificandosi così agli ottavi di finale. La partita mise di fronte i romeni e la Croazia, grande rivelazione di quella rassegna mondiale. Dopo 90 minuti giocati alla pari i romeni furono eliminati: a decidere l'incontro fu un gol segnato da Davor Šuker su calcio di rigore. Gheorghe Hagi decise di lasciare la nazionale, ma tornò poco dopo sui propri passi.

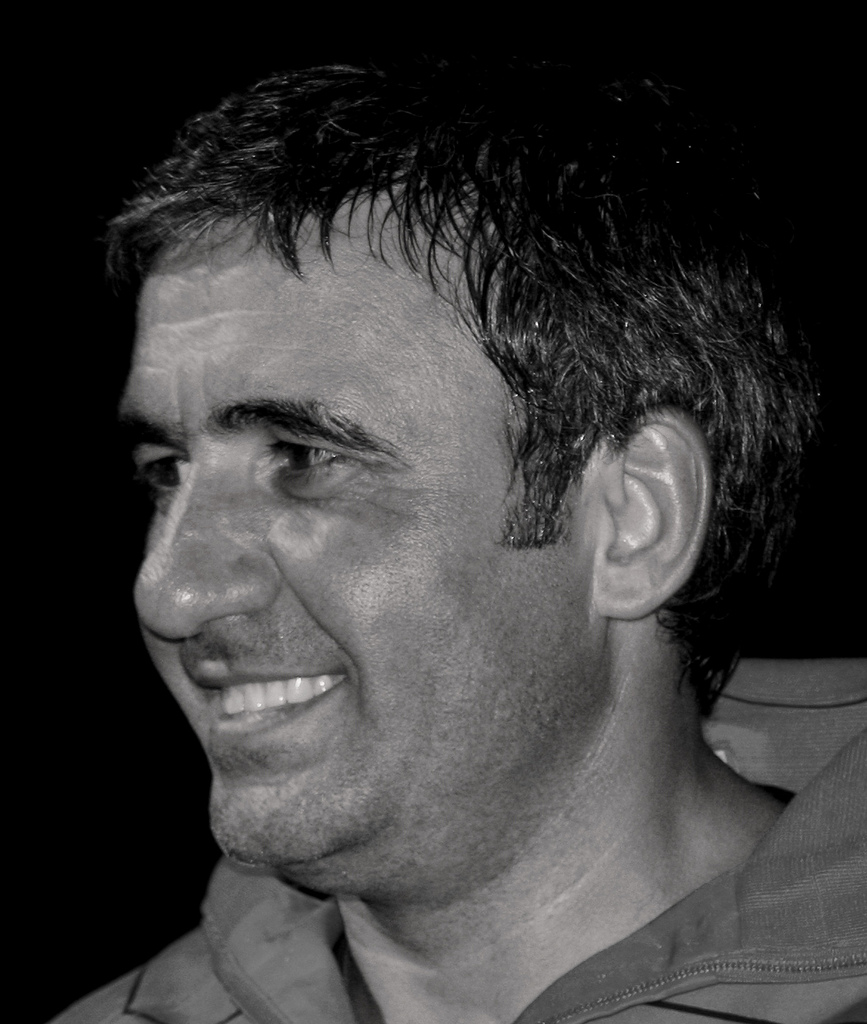
Gheorghe Hagi, detto il Maradona dei Carpazi, è il miglior talento espresso dal calcio rumeno. Detiene il primato di gol segnati con la nazionale a pari merito con Adrian Mutu (35). Ha anche guidato la nazionale come CT dal 23 giugno al 26 novembre 2001

### Anni 2000
Nell'autunno 1999 la formazione si qualificò da imbattuta per l'Europeo in Belgio e Olanda, ma il commissario tecnico Victor Pițurcă fu esonerato prima del torneo per dissapori con lo spogliatoio. In panchina sedette quindi Emerich Jenei, capace di strappare un pareggio alla Germania (peraltro campione in carica) nel debutto continentale. Sconfitta dal Portogallo nei minuti di recupero, la squadra ottenne il passaggio ai quarti di finale dopo un'inattesa vittoria contro l'Inghilterra. A fermare il cammino fu l'Italia di Zoff, impostasi per 2-0; la partita con gli azzurri rappresentò l'ultimo incontro di Hagi in ambito internazionale, con il calciatore — resosi protagonista di un duro fallo su Conte — espulso per somma di ammonizioni.
L'ex fantasista assunse la conduzione tecnica un anno più tardi, con le qualificazioni al Mondiale 2002 in pieno svolgimento. Succeduto a Bölöni, Hagi terminò il raggruppamento alle spalle degli azzurri: nello spareggio i romeni persero contro la Slovenia, mancando l'accesso al torneo. Fallita la partecipazione sia all'Europeo 2004 che al Mondiale 2006, la Romania richiamò Piturca a fine 2005.
Una ripresa in termini di risultati maturò con le eliminatorie per l'Europeo 2008, vinte a sorpresa lasciandosi alle spalle i Paesi Bassi. Gli stessi olandesi furono avversari nella fase finale, il cui girone comprendeva anche Italia e Francia: queste ultime si erano contese il titolo mondiale nel 2006. La Romania ottenne due punti contro transalpini e azzurri, venendo però condannata all'eliminazione dal knock-out con gli orange.

### Anni 2010
Dopo un avvio negativo nelle qualificazioni al campionato del mondo 2010, Pițurcă fu esonerato e sostituito il 29 aprile 2009 da Răzvan Lucescu, che meno di due anni dopo, come da comune accordo con la federazione, lasciò l'incarico dopo la partita vinta per 3-0 contro la Bosnia ed Erzegovina, con la Romania ancora in corsa per la qualificazione al campionato europeo del 2012. Il 14 giugno 2011 Pițurcă tornò sulla panchina della nazionale rumena, che sotto la sua guida subì una sola sconfitta in 29 partite di qualificazione. Ciononostante la squadra fallì la qualificazione al mondiale del 2014. Classificatasi seconda in un gruppo che comprendeva anche Paesi Bassi, Turchia, Ungheria, Estonia e Andorra, perse i play-off contro la Grecia, che vinse per 3-1 in casa e pareggiò per 1-1 a Bucarest. Per la quarta volta negli ultimi 16 anni la Romania mancò dunque la qualificazione alla coppa del mondo.
A Pițurcă subentrò, nell'ottobre 2014, Anghel Iordănescu. Raggiunta in anticipo la qualificazione agli europei del 2016 grazie al secondo posto nel girone di qualificazione, dietro l'Irlanda del Nord, la Romania fu inserita nel girone con Francia, Svizzera e Albania. Terminò il proprio torneo al primo turno, dopo due sconfitte contro Francia (1-2) e Albania (0-1), inframmezzate dal pareggio contro la Svizzera (1-1). Entrambe le marcature rumene furono realizzate da Bogdan Stancu, divenuto il primo giocatore rumeno a segnare più di una rete per la sua nazionale in un europeo. Il 27 giugno il CT Iordănescu si dimise.
Nel luglio 2016 la panchina della nazionale rumena fu affidata al tedesco Christoph Daum, che raccolse risultati negativi nelle partite di qualificazione al campionato del mondo 2018. Dopo aver compromesso la qualificazione con un bilancio di due vittorie, tre pareggi e tre sconfitte, nel settembre 2017 il CT fu esonerato e rimpiazzato da Cosmin Contra, che raccolse una vittoria e un pari nelle restanti due partite. La squadra chiuse il proprio raggruppamento di sei nazionali al quarto posto, mancando l'accesso alla fase finale di Russia 2018.
Inserita in un girone di Lega C di UEFA Nations League 2018-2019 con Serbia, Montenegro e Lituania, si piazzò seconda a due punti dalla capolista Serbia, dopo aver raccolto tre vittorie e tre pareggi in sei partite.
Nelle qualificazioni al campionato d'Europa 2020 la Romania non andò oltre il quarto posto nel girone vinto dalla Spagna, a sette punti dalla Svezia seconda classificata e qualificata. Qualificatasi comunque agli spareggi, fu affidata, al termine del girone eliminatorio, al CT Mirel Rădoi, sotto la cui guida la squadra fu sconfitta per 2-1 dall'Islanda ed eliminata nelle semifinali degli spareggi della Lega A della UEFA Nations League per l'accesso al campionato d'Europa 2020.

### Anni 2020
Nella UEFA Nations League 2020-2021 la squadra rumena si piazzò quarta nel proprio girone, con 2 vittorie, 2 pari e 2 sconfitte. Le eliminatorie del campionato del mondo 2022 videro i rumeni chiudere al terzo posto il raggruppamento vinto dalla Germania, alle spalle dei tedeschi e della Macedonia del Nord, e mancare quindi anche l'accesso ai play-off. Nell'estate del 2022 i rumeni furono impegnati nella Lega B della UEFA Nations League 2022-2023, conclusa all'ultimo posto nel girone (con 3 sconfitte in 6 gare) e la conseguente retrocessione in Lega C.
Segnali di miglioramento furono mostrati nel girone di qualificazione al campionato d'Europa 2024, in cui i rumeni, guidati da Edward Iordănescu, rimasero imbattuti con 6 vittorie e 4 pareggi in 10 partite, vincendo così il girone davanti alla più quotata Svizzera, con soli 5 gol concessi, e qualificandosi alla fase finale dell'europeo dopo otto anni. Nella fase finale, dopo la netta vittoria contro l'Ucraina (3-0), i rumeni vengono sconfitti dal Belgio (2-0) e pareggiano contro la Slovacchia (1-1): in forza di questi risultati, avendo una differenza reti di +1 e avendo tutte le squadre chiuso il girone con 4 punti, si piazzano primi e accedono agli ottavi di finale, dove vengono eliminati dai Paesi Bassi (3-0).

## Colori e simboli

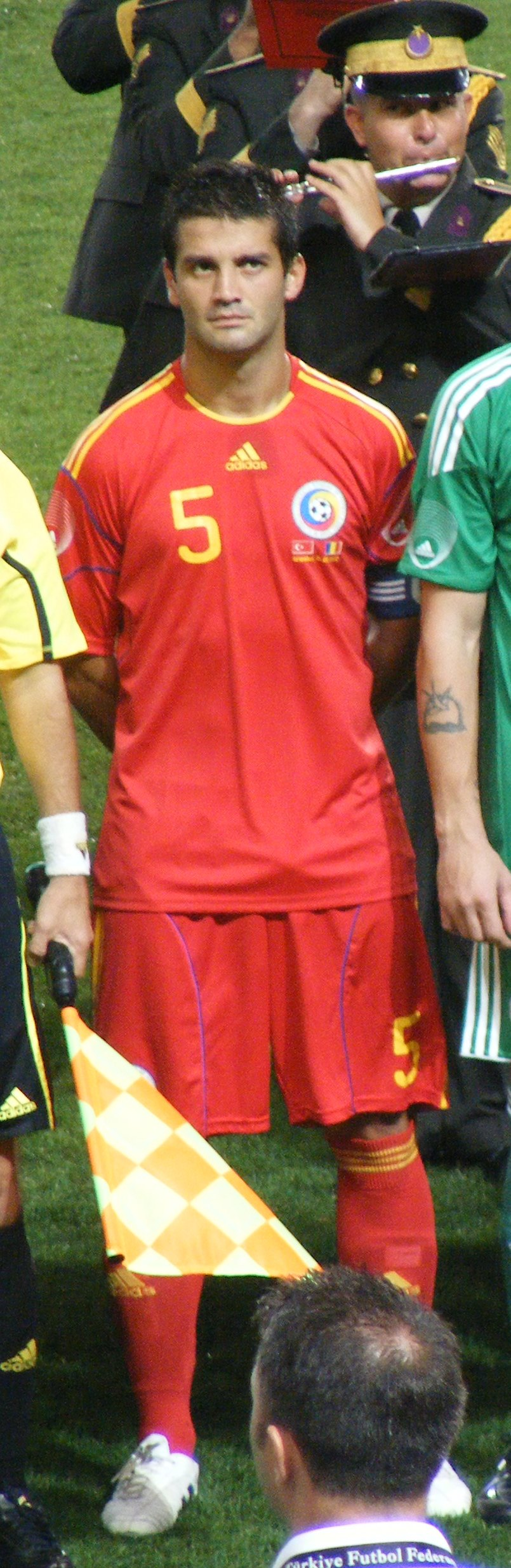
Cristian Chivu con la maglia della nazionale rumena nel 2010

### Divisa
Dal dopoguerra, la prima divisa della Romania è sempre stata gialla nella sua interezza, con inserti rossi e blu, la seconda invece è cambiata spesso, e attualmente è rossa. Dal 2015, dopo 31 anni di fornitura Adidas, il nuovo sponsor tecnico è la spagnola Joma.
| Mondiali 1930-1934 | Mondiale 1938 | Mondiale 1970 | Mondiale 1970 trasferta | Euro 1984 | Euro 1984 trasferta | Mondiale 1990 | Mondiale 1990 trasferta |

| Mondiale 1994 | Mondiale 1994 trasferta | 1996 | Mondiale 1998 | Mondiale 1998 trasferta | 2000 | 2006 | 2008 |

|  | 2008 trasferta | 2010 Home | 2010 trasferta | 2012 | 2012 trasferta | 2014 | 2014 trasferta | 2015 |

|  | 2015 trasferta |

## Stadi
La nazionale rumena disputa solitamente le proprie partite casalinghe all'Arena Națională, moderno impianto da 55 600 posti, inaugurato nel 2011 nella capitale Bucarest. L'impianto rientra nella categoria 4 della classificazione UEFA e ha ospitato più volte finali di grandi tornei internazionali, come la finale della UEFA Europa League 2011-2012.
Alcuni match di secondaria importanza sono ospitati da altri stadi.
In precedenza la nazionale era di scena allo Stadio Nazionale, della capienza di 60 120 posti, demolito nel 2007 per fare spazio proprio all'Arena. L'ultima partita che ospitò lo stadio fu un incontro vinto per 6-1 dalla Romania contro l'Albania, valido per le qualificazioni al campionato d'Europa 2008 e disputatosi il 21 novembre 2007.

## Partecipazioni ai tornei internazionali
Legenda: Grassetto: Risultato migliore, Corsivo: Mancate partecipazioni

## Statistiche dettagliate sui tornei internazionali

### Mondiali
| Anno | Luogo                    | Piazzamento      | V | N | P | Gol  |
| ---- | ------------------------ | ---------------- | - | - | - | ---- |
| 1930 | Uruguay                  | Primo turno      | 1 | 0 | 1 | 3:5  |
| 1934 | Italia                   | Ottavi di finale | 0 | 0 | 1 | 1:2  |
| 1938 | Francia                  | Ottavi di finale | 0 | 1 | 1 | 4:5  |
| 1950 | Brasile                  | Non partecipante | - | - | - | -    |
| 1954 | Svizzera                 | Non qualificata  | - | - | - | -    |
| 1958 | Svezia                   | Non qualificata  | - | - | - | -    |
| 1962 | Cile                     | Ritirata         | - | - | - | -    |
| 1966 | Inghilterra              | Non qualificata  | - | - | - | -    |
| 1970 | Messico                  | Primo turno      | 1 | 0 | 2 | 4:5  |
| 1974 | Germania Ovest           | Non qualificata  | - | - | - | -    |
| 1978 | Argentina                | Non qualificata  | - | - | - | -    |
| 1982 | Spagna                   | Non qualificata  | - | - | - | -    |
| 1986 | Messico                  | Non qualificata  | - | - | - | -    |
| 1990 | Italia                   | Ottavi di finale | 1 | 2 | 1 | 4:3  |
| 1994 | Stati Uniti              | Quarti di finale | 3 | 1 | 1 | 10:9 |
| 1998 | Francia                  | Ottavi di finale | 2 | 1 | 1 | 4:3  |
| 2002 | Corea del Sud / Giappone | Non qualificata  | - | - | - | -    |
| 2006 | Germania                 | Non qualificata  | - | - | - | -    |
| 2010 | Sudafrica                | Non qualificata  | - | - | - | -    |
| 2014 | Brasile                  | Non qualificata  | - | - | - | -    |
| 2018 | Russia                   | Non qualificata  | - | - | - | -    |
| 2022 | Qatar                    | Non qualificata  | - | - | - | -    |

### Europei
| Anno | Luogo                | Piazzamento      | V | N | P | Gol |
| ---- | -------------------- | ---------------- | - | - | - | --- |
| 1960 | Francia              | Non qualificata  | - | - | - | -   |
| 1964 | Spagna               | Non qualificata  | - | - | - | -   |
| 1968 | Italia               | Non qualificata  | - | - | - | -   |
| 1972 | Belgio               | Non qualificata  | - | - | - | -   |
| 1976 | Jugoslavia           | Non qualificata  | - | - | - | -   |
| 1980 | Italia               | Non qualificata  | - | - | - | -   |
| 1984 | Francia              | Primo turno      | 0 | 1 | 2 | 2:4 |
| 1988 | Germania Ovest       | Non qualificata  | - | - | - | -   |
| 1992 | Svezia               | Non qualificata  | - | - | - | -   |
| 1996 | Inghilterra          | Primo turno      | 0 | 0 | 3 | 1:4 |
| 2000 | Belgio / Paesi Bassi | Quarti di finale | 1 | 1 | 2 | 4:6 |
| 2004 | Portogallo           | Non qualificata  | - | - | - | -   |
| 2008 | Austria / Svizzera   | Primo turno      | 0 | 2 | 1 | 1:3 |
| 2012 | Polonia / Ucraina    | Non qualificata  | - | - | - | -   |
| 2016 | Francia              | Primo turno      | 0 | 1 | 2 | 2:4 |
| 2020 | Europa               | Non qualificata  | - | - | - | -   |
| 2024 | Germania             | Ottavi di finale | 1 | 1 | 2 | 4:6 |

### Confederations Cup
| Anno | Luogo                    | Piazzamento      | V | N | P | Gol |
| ---- | ------------------------ | ---------------- | - | - | - | --- |
| 1992 | Arabia Saudita           | Non invitata     | - | - | - | -   |
| 1995 | Arabia Saudita           | Non invitata     | - | - | - | -   |
| 1997 | Arabia Saudita           | Non partecipante | - | - | - | -   |
| 1999 | Messico                  | Non partecipante | - | - | - | -   |
| 2001 | Corea del Sud / Giappone | Non partecipante | - | - | - | -   |
| 2003 | Francia                  | Non partecipante | - | - | - | -   |
| 2005 | Germania                 | Non partecipante | - | - | - | -   |
| 2009 | Sudafrica                | Non partecipante | - | - | - | -   |
| 2013 | Brasile                  | Non partecipante | - | - | - | -   |
| 2017 | Russia                   | Non partecipante | - | - | - | -   |

### Nations League
| Anno      | Luogo       | Piazzamento   | V | N | P | Gol |
| --------- | ----------- | ------------- | - | - | - | --- |
| 2018-2019 | Portogallo  | 8° in Lega C  | 1 | 3 | 0 | 4:2 |
| 2020-2021 | Italia      | 10° in Lega B | 2 | 2 | 2 | 8:9 |
| 2022-2023 | Paesi Bassi | 13° in Lega B | 2 | 1 | 3 | 6:8 |

### Olimpiadi
| Anno | Luogo     | Piazzamento      | V | N | P | Gol |
| ---- | --------- | ---------------- | - | - | - | --- |
| 1924 | Parigi    | Ottavi di finale | 0 | 0 | 1 | 0:6 |
| 1928 | Amsterdam | Non partecipante | - | - | - | -   |
| 1936 | Berlino   | Non partecipante | - | - | - | -   |
| 1948 | Londra    | Non partecipante | - | - | - | -   |

## Tutte le rose

### Mondiali
Coppa del Mondo FIFA 1930P Lăpușneanu, P Zauber, D Bürger, D Czako, D A. Steiner, C Borbely, C Eisenbeisser, C Raffinsky, C Robe, C Steinbach, C R. Steiner, C Vogl, A Barbu, A Deșu, A Glanzmann, A Kocsis, A Kovács, A Stanciu, A Subășeanu, A Wetzer, CT: Rădulescu
Coppa del Mondo FIFA 1934P Püllöck, P Weichelt, P Zombori, D Albu, D Bürger, D Cuedan, D Sfera, D Vogl, C Deheleanu, C Juhász, C Kotormány, C Moravetz, A Baratky, A Beke, A Bindea, A Bodola, A Ciolac, A Dobay, A Klimek, A Kovács, A Schwartz, A Sepi, CT: Rădulescu e Uridil
Coppa del Mondo FIFA 1938P David, P Pavlovici, P Sadowski, D Bürger, D Chiroiu, D Felecan, D Sfera, C Bărbulescu, C Brandabura, C Cossini, C Rășinaru, C Raffinsky, A Baratky, A Bindea, A Bodola, A Bogdan, A Braun-Bogdan, A Dobay, A Kovács, A Moldoveanu, A Nagy, A Prassler, CT: Rădulescu e Săvulescu
Coppa del Mondo FIFA 19701 Răducanu, 2 Sătmăreanu, 3 Lupescu, 4 Mocanu, 5 Dinu, 6 Coe, 7 Dembrovschi, 8 Dobrin, 9 Dumitrache, 10 Nunweiller, 11 Lucescu, 12 Ivăncescu, 13 Deleanu, 14 Gergely, 15 Dumitru, 16 Neagu, 17 Tătaru, 18 Tufan, 19 Domide, 20 Pescaru, 21 Adamache, 22 Gornea, CT: Niculescu
Coppa del Mondo FIFA 19901 Lung, 2 Rednic, 3 Klein, 4 Andone, 5 Rotariu, 6 G. Popescu, 7 Lăcătuș, 8 Sabău, 9 Cămătaru, 10 Hagi, 11 Lupu, 12 Stelea, 13 A. Popescu, 14 Răducioiu, 15 Mateuț, 16 Timofte, 17 Dumitrescu, 18 Balint, 19 Săndoi, 20 Muzsnay, 21 Lupescu, 22 Liliac, CT: Jenei
Coppa del Mondo FIFA 19941 Prunea, 2 Petrescu, 3 Prodan, 4 Belodedici, 5 Lupescu, 6 Popescu, 7 Munteanu, 8 Chiriță, 9 Răducioiu, 10 Hagi, 11 Dumitrescu, 12 Stelea, 13 Selymes, 14 Mihali, 15 Panduru, 16 Vlădoiu, 17 Moldovan, 18 Gâlcă, 19 Papură, 20 Stîngă, 21 Ivan, 22 Preda, CT: Iordănescu
Coppa del Mondo FIFA 19981 Stângaciu, 2 Petrescu, 3 Dulca, 4 Doboș, 5 Gâlcă, 6 Gh. Popescu, 7 Lăcătuș, 8 Munteanu, 9 Moldovan, 10 Hagi, 11 Ilie, 12 Stelea, 13 Ciobotariu, 14 Niculescu, 15 Marinescu, 16 Ga. Popescu, 17 Dumitrescu, 18 Filipescu, 19 Stîngă, 20 Selymes, 21 Craioveanu, 22 Prunea, CT: Iordănescu

### Europei
Campionato d'Europa UEFA 19841 Lung, 2 Rednic, 3 Ștefănescu, 4 Ungureanu, 5 Țicleanu, 6 Iorgulescu, 7 Coraș, 8 Klein, 9 Cămătaru, 10 Bölöni, 11 Hagi, 12 Moraru, 13 Andone, 14 Irimescu, 15 Dragnea, 16 Negrilă, 17 Zare, 18 Augustin, 19 Gabor, 20 Iordache, CT: Lucescu
Campionato d’Europa UEFA 19961 Stelea, 2 Petrescu, 3 Prodan, 4 Belodedici, 5 Lupescu, 6 Popescu, 7 Lăcătuș, 8 Sabău, 9 Răducioiu, 10 Hagi, 11 Munteanu, 12 Prunea, 13 Selymes, 14 Gâlcă, 15 Doboș, 16 Mihali, 17 Filipescu, 18 Stîngă, 19 Ilie, 20 Moldovan, 21 Vladoiu, 22 Tene, CT: Iordănescu
Campionato d'Europa UEFA 20001 Lobonț, 2 Petrescu, 3 Ciobotariu, 4 Filipescu, 5 Gâlcă, 6 Popescu, 7 Mutu, 8 Munteanu, 9 Moldovan, 10 Hagi, 11 Ilie, 12 Stelea, 13 Chivu, 14 Petre, 15 Lupescu, 16 Roșu, 17 Belodedici, 18 Ganea, 19 Lincar, 20 Hîldan, 21 Prunea, 22 Contra, CT: Jenei
Campionato d'Europa UEFA 20081 Lobonț, 2 Contra, 3 Raț, 4 Tamaș, 5 Chivu, 6 Rădoi, 7 Petre, 8 Codrea, 9 Marica, 10 Mutu, 11 Cociș, 12 Popa, 13 Săpunaru, 14 Ghionea, 15 Goian, 16 Nicoliță, 17 Moți, 18 M. Niculae, 19 Cristea, 20 Dică, 21 D. Niculae, 22 Radu, 23 Stăncioiu, CT: Pițurcă
Campionato d'Europa UEFA 20161 Pantilimon, 2 Mățel, 3 Raț, 4 Moți, 5 Hoban, 6 Chiricheș (c), 7 Chipciu, 8 Pintilii, 9 Alibec, 10 Stanciu, 11 Torje, 12 Tătărușanu, 13 Keșerü, 14 Andone, 15 Găman, 16 Filip, 17 Sânmărtean, 18 Prepeliță, 19 Stancu, 20 Popa, 21 Grigore, 22 Săpunaru, 23 Lung Jr., CT: Iordănescu
Campionato d'Europa UEFA 20241 Niță, 2 Rațiu, 3 Drăgușin, 4 Rus, 5 Nedelcearu, 6 M. Marin, 7 Alibec, 8 Cicâldău, 9 Pușcaș, 10 Hagi, 11 Bancu, 12 Moldovan, 13 Mihăilă, 14 Olaru, 15 Burcă, 16 Târnovanu, 17 Coman, 18 R. Marin, 19 Drăguș, 20 Man, 21 Stanciu, 22 Mogoș, 23 Sorescu, 24 Racovițan, 25 Bîrligea, 26 Șut, CT: Iordănescu

### Giochi olimpici
Calcio ai Giochi Olimpici Estivi 1924P Lazăr, P Ritter, P Ș. Ströck, D Bartha, D Hirsch, D Molnár, D Protopopescu, C Hönigsberg, C Jacobi, C Kozovits, C Niculescu, C Tritsch, C Zimmermann, A Bonciocat, A Frech, A Guga, A Holz, A Rónnay, A Semler, A A. Ströck, A Tänzer, A Wetzer, CT: Suciu
NOTA: Per le informazioni sulle rose successive al 1948 visionare la pagina della Nazionale olimpica.

## Rosa attuale
Lista dei giocatori convocati per le gare di qualificazione al campionato mondiale di calcio 2026 del 21 e 24 marzo 2025.
Presenze e reti aggiornate al termine delle due gare.
|  | P | Florin Niță       | 3 luglio 1987     | 31 | -29 | Damac           |  |  |
|  | P | Horațiu Moldovan  | 20 gennaio 1998   | 12 | -10 | Real Oviedo     |  |  |
|  | P | Ștefan Târnovanu  | 9 maggio 2000     | 3  | -1  | FCSB            |  |  |
|  |   |                   |                   |    |     |                 |  |  |
|  | D | Alexandru Chipciu | 18 maggio 1989    | 48 | 6   | U Cluj          |  |  |
|  | D | Nicușor Bancu     | 18 settembre 1992 | 46 | 2   | U Craiova       |  |  |
|  | D | Andrei Burcă      | 15 aprile 1993    | 39 | 1   | Baniyas         |  |  |
|  | D | Andrei Rațiu      | 20 giugno 1998    | 29 | 1   | Rayo Vallecano  |  |  |
|  | D | Adrian Rus        | 18 marzo 1996     | 22 | 1   | Pisa            |  |  |
|  | D | Deian Sorescu     | 29 agosto 1997    | 20 | 0   | Gaziantep       |  |  |
|  | D | Mihai Popescu     | 7 maggio 1993     | 2  | 1   | FCSB            |  |  |
|  | D | Virgil Ghiță      | 4 giugno 1998     | 2  | 0   | KS Cracovia     |  |  |
|  | D | Denis Ciobotariu  | 10 giugno 1998    | 1  | 0   | Rapid Bucarest  |  |  |
|  |   |                   |                   |    |     |                 |  |  |
|  | C | Nicolae Stanciu   | 7 maggio 1993     | 81 | 15  | Damac           |  |  |
|  | C | Răzvan Marin      | 23 maggio 1996    | 67 | 12  | AEK Atene       |  |  |
|  | C | Ianis Hagi        | 22 ottobre 1998   | 47 | 6   | Rangers         |  |  |
|  | C | Dennis Man        | 26 agosto 1998    | 35 | 9   | Parma           |  |  |
|  | C | Marius Marin      | 30 agosto 1998    | 30 | 0   | Pisa            |  |  |
|  | C | Alexandru Mitriță | 8 febbraio 1995   | 23 | 4   | U Craiova       |  |  |
|  | C | Florin Tănase     | 30 dicembre 1994  | 19 | 3   | FCSB            |  |  |
|  | C | Olimpiu Moruțan   | 25 aprile 1999    | 16 | 1   | Arīs Salonicco  |  |  |
|  | C | Adrian Șut        | 30 aprile 1999    | 5  | 0   | FCSB            |  |  |
|  | C | Dennis Politic    | 5 marzo 2000      | 1  | 0   | Dinamo Bucarest |  |  |
|  | C | Vlad Dragomir     | 24 aprile 1999    | 1  | 0   | Pafos           |  |  |
|  |   |                   |                   |    |     |                 |  |  |
|  | A | Denis Alibec      | 5 gennaio 1991    | 43 | 6   | Farul Costanza  |  |  |
|  | A | Denis Drăguș      | 6 luglio 1999     | 22 | 5   | Trabzonspor     |  |  |
|  | A | Daniel Bîrligea   | 19 aprile 2000    | 3  | 1   | FCSB            |  |  |

## Staff tecnico
Organigramma aggiornato all'7 settembre 2020
- Commissario tecnico:  Mirel Rădoi
- Team manager:  Cătălin Gheorghiu
- Assistente allenatore:  Nicolae Dică
- Assistente allenatore:  Florin Constantinovici
- Preparatore dei portieri:  Leontin Toader
- Preparatore atletico:  Horațiu Baciu
- Preparatore atletico:  Alfonso Villalobos
- Medico:  Mihai Meiu
- Medico:  Toma Vasilescu
- Medico:  Ovidiu Blendea
- Fisioterapista:  Adrian Gherovăț
- Fisioterapista:  Alin Burileanu
- Fisioterapista:  Dragoș Paraschiv
- Match analyst:  Michele Iannucci
- Nutrizionista::  Damian Șerban

## Record individuali
Statistiche aggiornate al 26 marzo 2025.

### Record presenze
| Pos. | Giocatore        | Presenze | Reti | Periodo   |
| ---- | ---------------- | -------- | ---- | --------- |
| 1    | Dorinel Munteanu | 134      | 16   | 1991-2007 |
| 2    | Gheorghe Hagi    | 125      | 35   | 1983-2000 |
| 3    | Gheorghe Popescu | 115      | 16   | 1988-2003 |
| 4    | Răzvan Raț       | 113      | 2    | 2002-2016 |
| 5    | László Bölöni    | 103      | 23   | 1975-1988 |
| 6    | Dan Petrescu     | 95       | 12   | 1989-2000 |
| 7    | Bogdan Stelea    | 91       | 0    | 1988-2005 |
| 8    | Michael Klein    | 90       | 5    | 1981-1991 |
| 9    | Bogdan Lobonț    | 86       | 0    | 1998-2018 |
| 9    | Marius Lăcătuș   | 86       | 14   | 1984-1998 |

### Record reti
| Pos. | Giocatore         | Reti | Presenze | Periodo   |
| ---- | ----------------- | ---- | -------- | --------- |
| 1    | Gheorghe Hagi     | 35   | 125      | 1983-2000 |
| 1    | Adrian Mutu       | 35   | 77       | 2000-2013 |
| 3    | Iuliu Bodola      | 31   | 48       | 1931-1939 |
| 4    | Ciprian Marica    | 25   | 72       | 2003-2014 |
| 4    | Viorel Moldovan   | 25   | 70       | 1993-2005 |
| 6    | László Bölöni     | 23   | 103      | 1975-1988 |
| 7    | Rodion Cămătaru   | 21   | 73       | 1978-1990 |
| 7    | Anghel Iordănescu | 21   | 57       | 1971-1981 |
| 7    | Dudu Georgescu    | 21   | 40       | 1973-1984 |
| 7    | Florin Răducioiu  | 21   | 40       | 1990-1996 |

### Esordienti più giovani
| Pos. | Nome               | Età all'esordio              | Partita                | Anno | Nota   |
| ---- | ------------------ | ---------------------------- | ---------------------- | ---- | ------ |
| 1    | Cristian Manea     | 16 anni, 9 mesi e 22 giorni  | Romania - Albania 1–0  | 2014 | [ 36 ] |
| 2    | Grațian Sepi       | 17 anni, 3 mesi e 15 giorni  | Romania - Turchia 4–2  | 1928 | [ 36 ] |
| 3    | Ilie Balaci        | 17 anni, 6 mesi e 10 giorni  | Francia - Romania 1–0  | 1974 | [ 36 ] |
| 4    | Nicolae Kovács     | 17 anni, 8 mesi e 17 giorni  | Bulgaria - Romania 2–3 | 1929 | [ 36 ] |
| 5    | Gheorghe Popescu I | 17 anni, 10 mesi e 14 giorni | Romania - Belgio 2–1   | 1937 | [ 37 ] |

## Commissari tecnici
- Teofil Moraru 1922 - 1923
- Constantin Rădulescu 1923
- Adrian Suciu 1923 - 1924
- Teofil Moraru 1924 - 1928
- Constantin Rădulescu 1923 - 1934
- Josef Uridil 1934
- Alexandru Săvulescu 1934 - 1935
- Constantin Rădulescu 1935 - 1938
- Alexandru Săvulescu 1938
- Liviu Iuga 1938 - 1939
- Virgil Economu 1939 - 1940
- Liviu Iuga 1940
- Virgil Economu 1941 - 1942
- Jean Lăpuşneanu 1942 - 1943
- Emerich Vogl 1942 - 1943
- Coloman Braun-Bogdan 1945
- Virgil Economu 1946
- Colea Vâlcov 1947
- Emerich Vogl 1947
- Francisc Ronnay 1947
- Emerich Vogl 1947
- Colea Vâlcov 1948
- Petre Steinbach 1948
- Iuliu Baratky 1948
- Emerich Vogl 1948
- Colea Vâlcov 1949
- Emerich Vogl 1949
- Ion Mihăilescu 1949
- Gheorghe Albu 1950
- Volodea Vâlcov 1950
- Emerich Vogl 1950 - 1951
- Gheorghe Popescu 1951 - 1957
- Augustin Botescu 1958 - 1960
- Gheorghe Popescu 1961
- Constantin Teaşcă 1962
- Gheorghe Popescu 1962
- Silviu Ploeşteanu 1962 - 1964
- Valentin Stănescu 1964
- Silviu Ploeşteanu 1964
- Ilie Oană 1965 - 1966
- Valentin Stănescu 1967
- Ilie Oană 1967
- Angelo Niculescu 1967
- Constantin Teaşcă 1967
- Angelo Niculescu 1967 - 1970
- Valentin Stănescu 1971
- Angelo Niculescu 1971
- Valentin Stănescu 1971
- Angelo Niculescu 1971
- Valentin Stănescu 1971
- Angelo Niculescu 1971
- Gheorghe Ola 1972
- Angelo Niculescu 1972
- Gheorghe Ola 1972
- Angelo Niculescu 1972
- Gheorghe Ola 1972
- Valentin Stănescu 1973 - 1975
- Cornel Drăguşin 1975
- Ștefan Kovács 1976 - 1979
- Florin Halagian 1979
- Constantin Cernăianu 1979
- Ștefan Kovács 1980
- Valentin Stănescu 1980 - 1981
- Mircea Lucescu 1981 - 1986
- Emerich Jenei 1986 - 1990
- Gheorghe Constantin 1990
- Mircea Rădulescu 1990 - 1992
- Cornel Dinu 1992 - 1993
- Anghel Iordănescu 1993 - 1998
- Victor Pițurcă 1998 - 1999
- Emerich Jenei 2000
- László Bölöni 2000 - 2001
- Gheorghe Hagi 2001 - 2002
- Anghel Iordănescu 2002 - 2004
- Victor Pițurcă 2004 - 2009
- Răzvan Lucescu 2009 - 2011
- Victor Pițurcă 2011 - 2014
- Anghel Iordănescu 2014 - 2016
- Christoph Daum 2016 - 2017
- Cosmin Contra 2017 - 2019
- Mirel Rădoi 2019 - 2021
- Edward Iordănescu 2022 - 2024
- Mircea Lucescu 2024 - oggi

## Confronti con le altre nazionali
Tabella aggiornata al 18 novembre 2019.
  Bilancio positivo
  Bilancio neutro
  Bilancio negativo
| Avversaria           | G   | V   | N   | P   | % V    |
| -------------------- | --- | --- | --- | --- | ------ |
| Albania              | 17  | 11  | 3   | 3   | 64.71% |
| Algeria              | 5   | 1   | 2   | 2   | 20%    |
| Andorra              | 4   | 4   | 0   | 0   | 100%   |
| Argentina            | 6   | 1   | 2   | 3   | 16.67% |
| Armenia              | 5   | 4   | 1   | 1   | 80%    |
| Australia            | 1   | 1   | 0   | 0   | 100%   |
| Austria              | 10  | 3   | 5   | 2   | 30%    |
| Azerbaigian          | 4   | 4   | 0   | 0   | 100%   |
| Bielorussia          | 4   | 2   | 2   | 0   | 50%    |
| Belgio               | 13  | 5   | 2   | 6   | 38.46% |
| Bolivia              | 1   | 1   | 0   | 0   | 100%   |
| Bosnia ed Erzegovina | 4   | 3   | 0   | 1   | 75%    |
| Brasile              | 3   | 0   | 0   | 3   | 0%     |
| Bulgaria             | 33  | 18  | 6   | 9   | 54.55% |
| Camerun              | 1   | 0   | 0   | 1   | 0%     |
| Cile                 | 3   | 3   | 0   | 0   | 100%   |
| Cina                 | 2   | 2   | 0   | 0   | 100%   |
| Colombia             | 3   | 2   | 1   | 0   | 66.67% |
| Croazia              | 4   | 0   | 1   | 3   | 0%     |
| Cuba                 | 2   | 0   | 1   | 1   | 0%     |
| Cipro                | 13  | 9   | 3   | 1   | 69.23% |
| Rep. Ceca            | 2   | 1   | 0   | 1   | 50%    |
| Cecoslovacchia       | 32  | 7   | 8   | 17  | 21.88% |
| Danimarca            | 11  | 4   | 4   | 3   | 36.36% |
| RD del Congo         | 2   | 0   | 2   | 0   | 0%     |
| Germania Est         | 16  | 5   | 3   | 8   | 31.25% |
| Ecuador              | 1   | 0   | 0   | 1   | 0%     |
| Egitto               | 6   | 3   | 2   | 1   | 50%    |
| Inghilterra          | 11  | 3   | 6   | 2   | 27.27% |
| Estonia              | 4   | 3   | 0   | 1   | 75%    |
| Fær Øer              | 8   | 8   | 0   | 0   | 100%   |
| Finlandia            | 11  | 8   | 3   | 0   | 72.73% |
| Francia              | 16  | 3   | 5   | 8   | 18.75% |
| Georgia              | 7   | 5   | 2   | 1   | 66.67% |
| Germania             | 13  | 2   | 3   | 8   | 15.38% |
| Grecia               | 34  | 18  | 10  | 6   | 52.94% |
| Honduras             | 1   | 1   | 0   | 0   | 100%   |
| Ungheria             | 26  | 7   | 8   | 11  | 23.08% |
| Islanda              | 2   | 2   | 0   | 0   | 100%   |
| Iran                 | 2   | 0   | 2   | 0   | 0%     |
| Iraq                 | 2   | 0   | 2   | 0   | 0%     |
| Israele              | 22  | 12  | 5   | 5   | 54.55% |
| Italia               | 17  | 2   | 5   | 10  | 11.76% |
| Costa d'Avorio       | 1   | 0   | 0   | 1   | 0%     |
| Giappone             | 4   | 3   | 1   | 0   | 75%    |
| Kazakistan           | 2   | 1   | 1   | 0   | 50%    |
| Lettonia             | 5   | 4   | 1   | 0   | 80%    |
| Liechtenstein        | 4   | 4   | 0   | 0   | 100%   |
| Lituania             | 12  | 11  | 0   | 1   | 90.91% |
| Lussemburgo          | 6   | 6   | 0   | 0   | 100%   |
| Malta                | 1   | 1   | 0   | 0   | 100%   |
| Messico              | 2   | 1   | 0   | 1   | 50%    |
| Moldavia             | 4   | 4   | 0   | 0   | 100%   |
| Montenegro           | 5   | 2   | 2   | 1   | 40%    |
| Marocco              | 3   | 2   | 0   | 1   | 66.67% |
| Nigeria              | 2   | 2   | 0   | 0   | 100%   |
| Paesi Bassi          | 14  | 1   | 3   | 10  | 7.14%  |
| Macedonia del Nord   | 5   | 4   | 0   | 1   | 80%    |
| Irlanda del Nord     | 6   | 2   | 1   | 3   | 33.33% |
| Norvegia             | 13  | 4   | 7   | 2   | 30.77% |
| Paraguay             | 2   | 1   | 0   | 1   | 50%    |
| Perù                 | 5   | 2   | 2   | 1   | 40%    |
| Polonia              | 35  | 14  | 15  | 6   | 40%    |
| Portogallo           | 11  | 4   | 2   | 5   | 36.36% |
| Irlanda              | 5   | 1   | 2   | 2   | 20%    |
| Russia               | 2   | 1   | 0   | 1   | 50%    |
| San Marino           | 3   | 3   | 0   | 0   | 100%   |
| Serbia               | 6   | 1   | 2   | 3   | 20%    |
| Scozia               | 6   | 2   | 2   | 2   | 33.33% |
| Slovacchia           | 12  | 5   | 6   | 1   | 41.67% |
| Slovenia             | 9   | 3   | 3   | 3   | 37.5%  |
| Corea del Sud        | 1   | 1   | 0   | 0   | 100%   |
| Unione Sovietica     | 9   | 3   | 2   | 4   | 33.33% |
| Spagna               | 18  | 5   | 6   | 7   | 27.78% |
| Svezia               | 11  | 3   | 3   | 5   | 27.27% |
| Svizzera             | 13  | 5   | 4   | 4   | 38.46% |
| Trinidad e Tobago    | 1   | 1   | 0   | 0   | 100%   |
| Tunisia              | 1   | 0   | 1   | 0   | 0%     |
| Turchia              | 26  | 14  | 7   | 5   | 53.85% |
| Turkmenistan         | 1   | 1   | 0   | 0   | 100%   |
| Ucraina              | 7   | 4   | 1   | 2   | 57.14% |
| Emirati Arabi Uniti  | 1   | 0   | 0   | 1   | 0%     |
| Stati Uniti          | 4   | 2   | 1   | 1   | 50%    |
| Uruguay              | 5   | 1   | 2   | 2   | 20%    |
| Galles               | 5   | 3   | 1   | 1   | 60%    |
| Jugoslavia           | 37  | 15  | 5   | 17  | 40.54% |
| Totale               | 709 | 315 | 182 | 212 | 44.43% |